# Superliga de China 2012
La Superliga China 2012 fue la 51.ª edición de la máxima categoría del fútbol de la República Popular China. En el torneo participan 16 equipos.

## Jugadores extranjeros
La Superliga China, para potenciar el campeonato, permite la contratación de 5 jugadores extranjeros por equipo. Para la temporada 2012, los extranjeros fueron:
| Equipo                  | Jugador 1           | Jugador 2       | Jugador 3         | Jugador 4         | Jugador 5      |
| ----------------------- | ------------------- | --------------- | ----------------- | ----------------- | -------------- |
| Beijing Guoan           | Andrija Kaluđerović | Darko Matić     | Frédéric Kanouté  | Joffre Guerrón    | Reinaldo       |
| Changchun Yatai         | Cássio              | Edixon Perea    | Marquinhos        | Weldon            | Anzur Ismailov |
| Dalian Aerbin F.C.      | Fábio Rochemback    | Seydou Keita    | Lee Addy          | Peter Utaka       | Daniel Mullen  |
| Guangzhou Evergrande    | Cléo                | Darío Conca     | Paulão            | Cho Won-Hee       | Lucas Barrios  |
| Shanghái Shenhua        | Didier Drogba       | Moisés          | Nicolas Anelka    | Giovanni Moreno   | Joel Griffiths |
| Shandong Luneng Taishan | Leonardo Pisculichi | Gilberto Macena | Simão Mate Junior | José Ortigoza     | Roda Antar     |
| Guizhou Renhe           | Rubén Suárez        | Nano            | Rafa Jordà        | Zlatan Muslimović | Dino Đulbić    |
| Shanghai Shenxin        | Anselmo Tadeu       | Antônio Flávio  | Jaílton Paraíba   | Johnny            | Jonas Salley   |

## Clasificación
| Pos | Equipo                   | Pts | PJ | G  | E  | P  | GF | GC | DIF |
| --- | ------------------------ | --- | -- | -- | -- | -- | -- | -- | --- |
| 1.  | Guangzhou Evergrande     | 55  | 28 | 16 | 7  | 5  | 50 | 29 | +21 |
| 2.  | Jiangsu Sainty           | 52  | 28 | 14 | 10 | 4  | 48 | 28 | +20 |
| 3.  | Beijing Guoan            | 44  | 28 | 13 | 5  | 10 | 33 | 35 | -2  |
| 4.  | Guizhou Maotai           | 41  | 28 | 11 | 8  | 9  | 40 | 32 | +8  |
| 5.  | Guangzhou R&F            | 41  | 28 | 13 | 2  | 13 | 44 | 45 | -1  |
| 6.  | Changchun Yatai          | 41  | 28 | 11 | 8  | 9  | 36 | 37 | -1  |
| 7.  | Dalian Aerbin F.C.       | 40  | 28 | 10 | 10 | 8  | 49 | 45 | +4  |
| 8.  | Tianjin Teda             | 39  | 28 | 10 | 9  | 9  | 28 | 28 | 0   |
| 9.  | Shanghái Shenhua         | 34  | 28 | 7  | 13 | 8  | 36 | 34 | +2  |
| 10. | Liaoning Whowin          | 33  | 28 | 7  | 12 | 9  | 37 | 38 | -1  |
| 11. | Qingdao Jonoon           | 33  | 28 | 9  | 6  | 13 | 23 | 29 | -6  |
| 12. | Hangzhou Nabel Greentown | 33  | 28 | 8  | 9  | 11 | 30 | 44 | -14 |
| 13. | Shandong Luneng Taishan  | 32  | 28 | 7  | 11 | 10 | 43 | 42 | +1  |
| 14. | Dalian Shide             | 31  | 28 | 7  | 10 | 11 | 38 | 46 | -8  |
| 15. | Shanghai Shenxin         | 29  | 28 | 6  | 11 | 11 | 33 | 31 | +2  |
| 16. | Henan Construction       | 26  | 28 | 7  | 5  | 16 | 28 | 53 | -25 |

|  | Campeón del torneo y clasificado a la Liga de Campeones de la AFC 2013 |
|  | Clasificado a la Liga de Campeones de la AFC 2013                      |
|  | Descendido a la China League One 2013                                  |